# Валемаре (Ријети)
Валемаре је насеље у Италији у округу Ријети, региону Лацио.
Према процени из 2011. у насељу је живело 59 становника. Насеље се налази на надморској висини од 1015 м.